# ジーニー (隔離児)
ジーニー（Genie、1957年4月18日 - ）は、13歳まで部屋に監禁されて育ったアメリカの少女。カスパー・ハウザーのように、人間社会の中にありながら人間関係の中から全く隔離されて育った孤立児である。また広い意味での野生児（人間社会から隔離された環境で育った子ども）に相当する。なお、ジーニーはプライバシー保護のための仮名である。ジーニ、ジェニーと表記されることもある。

## 救出されるまで
ジーニーは1957年4月、カリフォルニア州の家庭に4番目の子どもとして生まれた。ただし上の3人の子どものうち2人は虐待が原因の肺炎や血液型不適合ですでに死亡していたため、ジーニーの兄弟は兄が1人いるだけだった。生後1歳2ヶ月頃、医師に「正確には分からないが、発達が遅れているかもしれない」と診断され、それを過剰に意識した父親クラークはやがてジーニーを部屋に監禁するようになった。
ジーニーは暗い裸電球一つの寝室の中で便器付きの幼児椅子にしばりつけられ、体のほとんどの部分を父親自らが作った締め具により拘束された状態で裸のまま放置された。夜は寝袋の中に入れられることもあった。父親は音に敏感だったため、ジーニーが少しでも音や声をたてると彼女を殴った。食事はベビーフードとオートミール、たまに卵が与えられた。彼は、こういったジーニーとの接触の時けっして言葉をかけず、かわりに野生のイヌのように吠えたり唸ったりした。また、爪を伸ばして彼女をひっかいたり、歯をむきだして彼女を威嚇した。ドアの外で父親が唸ったり吠えたりする恐ろしい音が、部屋に閉じ込められていた数年間にジーニーが聞いた殆ど唯一の音だった。
母親アイリーンは目が悪く、父親に対して逆らうことができず、他の誰かに相談するために電話をかけることも満足にできなかった。ジーニーへの虐待は長期間続き、父親は母親に対して「ジーニーが12歳まで生き延びたら、彼女を助けてやる」と約束していたが、実際には彼女が12歳になっても約束は守られなかった。1970年、ジーニーが13歳半になったころ、母親は父親との激しい口論の末、ジーニーを連れて家を脱出した。ジーニーと母親は祖母の家で3週間過ごしたあと、援助施設を訪れ、事件が発覚した。1970年11月17日、新聞がジーニーのことを報じた。両親は児童虐待の罪で告訴されたが、父親は出廷を命じられた11月20日に拳銃で自殺した。

## 救出後の生活
ジーニーは救出後、ロサンゼルスの子供病院に収容され、そこでしばらく過ごした。当初は身長137cm、体重26.7kg。これまでの人生の大半を椅子に拘束されて過ごしてきたために筋力が無く、歩いたり走ったりすることはおろか立つこともできなかった。また、固形物を咀嚼できず、排泄の習慣も無かった。言葉を話すことはできず、ごくわずかな簡単な単語や命令文を理解できるのみだった。
歩けるようになってもその方法はぎこちなく、「うさぎ歩き」（bunny walk）と呼ばれる奇妙な歩行になってしまった。つばを吐き続ける癖やところかまわず自慰を繰り返す癖もなかなか直らず周囲の人たちを困らせた。
ジーニーの住処はその後めまぐるしくかわっていった。ジーニーは、ジーン・バトラーという養護学級の女性教師と仲良くなり、1971年7月7日からしばらくの間、一時的に彼女の家で生活したこともあった。バトラーは正式にジーニーに里親となる申請を行ったが却下された。その後、心理学者のデービッド・リグラーとその妻マリリンが里親になることが決定し、1971年8月13日にジーニーはリグラーの家へ引っ越した。マリリンの指導によってジーニーは食事の作法などを少しずつ身につけていった。1974年には国立精神衛生研究所が研究費の打ち切りを決定する。翌1975年6月、リグラーは里親をやめることを決意し、ジーニーは母親のアイリーンに引き取られる（アイリーンは1971年夏に手術を受けて視力を取り戻していた）。ジーニーは母親になついてはいたものの、母は彼女の乱暴なふるまいに耐えられず、11月7日には新しい里親に引き取られることになった。その家では今までになく厳しく躾がなされ、ジーニーは母親に会うことを許されなかった。ジーニーはストレスから退行しはじめ、身につけていたはずの生活習慣も捨て、言葉もあまりしゃべらなくなった。この状態に危機感を持ったカーティス（言語学者、後述）がリグラーにけしかけて、1977年4月、ジーニーを病院に入れさせる。2週間後、ジーニーはまた新しい里親に引き取られるがそこでの生活も長くは続かず、クリスマスの頃には2度続けて引越してさらに新しい里親に引き取られる。その後、1978年3月20日には母親アイリーンが娘の監督権を取り戻し、ジーニーは知的障害者のセンターで暮らすことになった。
2008年現在、ジーニーはカリフォルニア南部の施設で暮らしている。アイリーンは2003年に死去した。

## ジーニーの言語獲得
ジーニーは、ふつうの子どもが言語を習得する時期にほとんど話し言葉に触れることができなかった貴重な事例として、世界中の科学者（心理学者や言語学者）の注目の的となった。言語獲得の臨界期仮説を検証する絶好のチャンスと考えられた。言語学科の大学院生だったスーザン・カーティスは1971年6月にジーニーと出会い、彼女が言語を学んでいく過程を記録し、論文として発表して1977年に出版した。しかし、論文のタイトルで、ジーニーのことを「野生児」（Wild Child）と表現したことが母親アイリーンの反感を買ってしまった。
ジーニーは二語文まですぐに話せるようになった。通常の子供の場合、二語文を話せるようになるとそこから一気に上達するようになることが知られているが、ジーニーの場合はそこから先の進歩がなかなかみられなかった。また文章を極端に省略してしまう癖があり、「省略博士」と呼ばれたりもした。過去のことをある程度話せるようになると、ジーニーは監禁されていた頃に父親に棒で殴られていたことなどを語ったりした。
カーティスが「両耳分離聴覚テスト」と呼ばれる検査を行ったところ、ジーニーは言語の刺激に対して右脳が活発に反応した（非言語的な刺激についても右脳の反応が活発だった）。右利きの人であれば言語を処理するのは左脳の場合が大多数である（ジーニーも右利き）が、ジーニーは言語を右脳で主に処理していると考えられる。このことから、臨界期をすぎると左脳で言語処理をすることができず、右脳がその役割に果たすようになる可能性が考えられる。
しかしジーニーは異常な脳波からも発達障害が示唆され、言語獲得理論に関し参考になるかどうか疑われる。こうした点が研究助成金が停止された主な理由である。